# 汪口俞氏宗祠
29°21′03″N 117°59′35″E / 29.35083°N 117.99306°E
汪口俞氏宗祠位于中国江西省上饶市婺源县江湾镇汪口村，是婺源县现存宗祠中最完整、最华丽的一座，与黄村经义堂齐名，2006年与后者等7座宗祠共同列为第六批全国重点文物保护单位。
俞氏宗祠于清乾隆五十二年（1787年）竣工，位于汪口村东部，由大门、享堂、后寝组成。大门前面是一个小广场，直抵永川溪边。总进深44米，大门面阔15.7米，寝室后檐阔16.2米，前小后大。大门五开间，中央三间做成歇山顶三楼牌楼式，当地称为“五凤楼”。享堂三开间，梁架为穿斗式和抬梁式的结合。后寝为五开间，神主供于楼上。

## 图片
- 大门
- 大门
- 大门
- 大门内面
- 享堂
- 享堂梁架
- 寝堂两层，神主供于楼上
- 寝堂